# 五原县
五原縣為中华人民共和国內蒙古自治區巴彥淖爾市下所轄一個縣，總面積為2492平方公里，縣人民政府駐隆興昌鎮。

## 历史
清末，在王同春等人的開發下，河套地區大力發展農業。1903年，清廷於該地置五原直隸廳。辛亥革命后，全国废厅改县，中華民國北京政府將其改為五原县。1926年，冯玉祥的國民軍在此誓师效忠國民政府。1928年时，国民政府将绥远特别区改绥远省。五原县为绥远省第四行政督察区管辖。县治在隆兴长（今五原县隆兴昌镇）。

中華民國時期，五原縣屬綏遠省管轄

1940年，傅作义部取得五原战役胜利。为适应抗战形势，1942年时以五原县西部设立晏江设治局，以为设置晏江县预备。1949年，九一九起义后，绥远省全境为中共政权控制。其后属绥西专区、陕坝专区。1954年，因绥远省废，改属河套行政区，由此与其它诸县改属内蒙古自治区。1958年，达拉特后旗并入，同时，河套行政区废，归属巴彦淖尔盟。

## 行政区划
五原县下辖8个镇、1个乡：
隆兴昌镇、塔尔湖镇、巴彦套海镇、新公中镇、天吉泰镇、胜丰镇、银定图镇、复兴镇、和胜乡、巴彦淖尔市建丰农场和五原强制隔离戒毒所。

## 農業
該縣為巴彥淖爾市的農業大縣，主要農產品有向日葵、哈密瓜，此外玉米與打瓜（又称籽瓜）也為其重要農作物。 

## 人口
根據第七次人口普查數據，截至2020年11月1日零時，五原縣常住人口為224809人。
五原县境内的汉语方言主要属于晋语大包片。

## 交通
- 110国道过境。
- 巴彦淖尔天吉泰机场